# Río Jeinemeni
El Río Jeinimeni, a veces conocido como Jeinemeni o Geinemeni: 557  es un curso de agua que nace en la laguna del mismo nombre, unos 50 km al suroeste de Los Antiguos, en la Provincia de Santa Cruz, Argentina.

## Trayecto
El río nace de la confluencia del río Quisoca y el río Amarillo. Durante casi todo su recorrido cumple la función de marcar la línea divisoria entre ambos países hasta su desembocadura en el Lago Buenos Aires o "lago General Carrera" como se le llama en Chile.
Este río corre paralelamente a la ruta Provincial n°41, la cual recorre la meseta del lago Buenos Aires, formaciones volcánicas y asciende hasta el pie del cerro Zeballos, de 2743 metros. 
Cumple la función de referencia limítrofe entre ambos países. La margen este corresponde a Argentina, mientras que la margen oeste al país trasandino.
Nace en la laguna Jeinimeni la cual recibe a su vez el emisario de la laguna Verde (Aysén). Los principales afluentes del río, por su izquierda, son los ríos de Las Vacas o Amarillo, río Nieves y el Giosca (H.Niemeyer) o Quisoca (mapa) y, de menor caudal, los esteros Sucio, Pedregoso, quebrada Honda y quebrada La Horqueta. Por el lado argentino los ríos Zeballos y Maullín.
Finalmente el Jeinimeni pasa entre las localidades Chile Chico y Los Antiguos antes de desaguar en el Lago Carrera.

## Caudal y régimen
Los caudales del río varían ampliamente durante el año con grandes crecidas en los meses del verano, en diciembre y enero.: 562 

## Historia
El río es mencionado en el Laudo limítrofe entre Argentina y Chile de 1902 que determinó la frontera entre ambos países en la zona sur.
Luis Risopatrón lo describe en su Diccionario geográfico de Chile (1924):: 441 
Jeinemeni (Río). Nace en las faldas del cerro del mismo nombre, de 2600 m de altitud, corre hacia el E entre faldas boscosas, se vacía en el lago de la misma denominación, a 730 m de altitud, del que sale hacia el NE, para encorvarse al N y afluir en la ribera S del lago de Buenos Aires, a corta distancia al W de la desembocadura del río de Los Antiguos; al lado W de su parte inferior se extienden unos 100 km² de terrenos aprovechables para el cultivo y la ganadería. Desde las proximidades de la afluencia del río Guisoca hacía abajo, su curso constituye la línea de límites con Argentina, por lo que en 1903 se erigió un hito divisorio a 730 m de elevación sobre el mar, en las cercanías de su confluencia con el río Guisoca; y otro a 250 m de altitud, en el borde S del lago de Buenos Aires.

## Población, economía y ecología

### Riego
Dadas las condiciones de pluviosidad y temperatura, Chile Chico presenta un déficit hídrico significativo que se extiende desde agosto hasta abril, y hace necesario el riego para la explotación agrícola de sus suelos. Por esa razón son desviados 831 l/s de las aguas del río Jenimeni desde la ribera izquierda del río, unos 3.800 m aguas arriba del puente sobre el río Jeinimeni del camino internacional de Chile Chico al pueblo de Los Antiguos de la República Argentina. Esto es a través del canal Chile Chico.: 86 